# Danza Kuduro
Danza Kuduro је песма порториканског извођача Дон Омара, објављена 15. августа 2010. године као први сингл четвртог албума под називом Мeet the Orphans.
Песма је снимљена са француским певачем Луцензом.
Овај сингл је у првих шест месеци 2012.године продат у чак 278 000 копија у Сједињеним Америчким Државама.

## Опис
Назив Danza Kuduro је преузет из Vem dançar Kuduro (Vieni a ballare il Kuduro), песме Луценза, и америчког репера Биг Алија. Луцензов сингл, достигао је велику популарност широм света, стога је Дон Омар одлучио да га контактира и покрене сарадњу са њим, и наравно сними нову песму, тачније сингл Danza Kuduro. Kuduro је жанр музике из Анголе, веома популаран у Португалу.

## Спот
Видео спот почиње Дон Омаром који се налази на јахти, на мору и позива Луценза. Он се у том тренутку налази у вили окружен девојкама у бикинију. Њих двоје договарају састанак, где убрзо видимо Дон Омара који долази кабриолетом до виле у којој је Луцензо. Заједно се возе путем уз море и заустављају се у луци, где се премештају на другу јахту пуну девојака. Пред крај видео спота, две сцене су приказане паралелно: у једној Дон Омар вози јахту на мору са Луцензом и девојкама, а у другој је јахта на пристаништу док Луцензо пева.
Званични музички видео спот који је доступан на Дон Омаровом званичном YouTube каналу, није доступан у Италији.
| Златне плоче     | Белгија (15.000+)    |
| ---------------- | -------------------- |
| Златне плоче     | Данска (15.000)      |
| Златне плоче     | Јапан (100.000+)     |
| Златне плоче     | УК (400.000+)        |
| Платинасте плоче | Данска (180.000+)    |
| Платинасте плоче | Немачка (300.000+)   |
| Платинасте плоче | Италија (90.000+)    |
| Платинасте плоче | Русија (200.000+)    |
| Платинасте плоче | Шпанија (40.000+)    |
| Платинасте плоче | Шведска (160.000+)   |
| Платинасте плоче | САД (5.000.000+)     |
| Платинасте плоче | Швајцарска (30.000+) |

## Највећи успех
Иако је песма објављена 2010. године, сингл Danza Kuduro, постао је летњи хит широм света тек 2011.године, на лето. Песма се налазила у блокбастер филму Fаst and Furious 5, који је објављен у мају 2011. године.
Сингл је постигао огроман успех широм света и постао је један од најпопуларнијих летњих хитова у историји, као и једна од најпродаванијих песама латино музике икада.

## Класификација
Песма је постигла велики успех у Италији, где се 10 узастопних недеља налазила на врху топ листе, поставши хит лета 2011. године.
| Топ листа (2011.) | Позиција песме |
| ----------------- | -------------- |
| Аустрија          | 1              |
| Немачка           | 1              |
| Италија           | 1              |
| Чешка             | 1              |
| Словачка          | 1              |
| Шпанија           | 1              |
| САД (латино)      | 1              |
| САД(латино поп)   | 1              |
| Швајцарска        | 1              |
| Норвешка          | 2              |
| Бугарска          | 3              |
| Данска            | 3              |
| Шведска           | 3              |
| Француска         | 4              |
| Финланд           | 5              |
| Белгија           | 7              |
| Белгија           | 14             |
| САД               | 82             |
| Канада            | 88             |

| Топ листа (2011.) | Позиција песме |
| ----------------- | -------------- |
| Италија           | 3              |